# 一般線形モデル
一般線形モデル（いっぱんせんけいもでる、英: general linear model）は、統計学で用いられる線形モデルの一つ。線形モデルのうち、残差が多変量正規分布に従う物が一般線形モデルで、任意の分布とした物が一般化線形モデル。どちらも GLM と略することが可能だが、R言語では一般線形モデルを lm()、一般化線形モデルを glm() としている。違いは en:Comparison of general and generalized linear models も参照。

## 概要
以下の式で表される。
Y = XB + U.
この式において、Y は多変量データ行列、X は計画行列、B は予測されるパラメータを含む行列、そして U は残差を表している。残差は多変量正規分布に従うとする。
一般線形モデルは、分散分析（ANOVA）、共分散分析（ANCOVA）、多変量分散分析（MANOVA）、多変量共分散分析（MANCOVA）、線形回帰、t検定、F検定など、いくつかの統計モデルに組み込まれている。Y の行数が1（つまり、従属変数が1）であれば、一般線形モデルを重回帰分析にも適用することができる。

## 利用
神経画像処理（neuroimaging）では、一般線形モデルによる解析が行われる。その場合、Y には脳スキャナーのデータ、X には実験に基づいて設計された変数が代入され、解析が行われる。また、統計的パラメトリックマッピング（statistical parametric mapping）における多変量解析でも、一般線形モデルが利用される。

## ソフトウェア
一般線形モデルを計算できるソフトウェアとしては、統計解析ソフトであるSPSSやRなどがある。